# Juan Ortiz
Juan Ortiz est un footballeur paraguayen né le 27 décembre 1971 à San Antonio.

## Carrière
- 1996-1997 : Nacional FC  Paraguay
- 1998-2001 : Atletico Colegiales  Paraguay
- 2002 : Deportivo Recoleta  Paraguay
- 2003-2004 : Sans Club
- 2005-2006 : CA 3 de Febrero  Paraguay
- 2007 : Club Sol de América  Paraguay

## Sélections
- ? sélections et ? buts avec le  Paraguay en 1999.